# Horst Krause (Filmfigur)
Polizeihauptmeister Horst Krause ist eine fiktive Person aus der ARD-Krimireihe Polizeiruf 110, die von 1998 bis 2015 von Horst Krause gespielt wurde. Zum festen Ermittlerteam gehörte er ab 1999. Von 2007 bis 2022 entstanden separat vom Polizeiruf 90-minütige Fernsehfilme um den brandenburgischen (Ex‑)Dorfpolizisten Krause.

## Hintergrund
Polizeihauptmeister Horst Krause tritt das erste Mal in Das Wunder von Wustermark (1998), dem zweiten Teil der Wustermark-Trilogie mit Lansky und Dettmann, in Erscheinung, zu der zudem die Filme Totes Gleis (1994) und Dettmanns weite Welt (2005) gehören.
Von 1999 bis 2002 ermittelt er vier Mal an der Seite von Kriminalhauptkommissarin Wanda Rosenbaum (Jutta Hoffmann). Insgesamt zwölf Fälle klärt er von 2002 bis 2010 mit Kriminalhauptkommissarin Johanna Herz (Imogen Kogge) auf. Von 2011 bis zu Krauses Ruhestand 2015 in der Folge Ikarus begleitet er die Ermittlungen von Kriminalhauptkommissarin Olga Lenski (Maria Simon). Als Lenski schwanger wird, unterstützt er in seinem 19. Fall Kriminalhauptkommissarin Tamara Rusch (Sophie Rois), die Lenski während ihres Mutterschaftsurlaubs vertritt. Er ermittelt mit ganzem Einsatz und viel persönlichem Engagement. Seine Fahrten zu Einsatzorten legt er stets auf seinem Motorrad zurück, ein original Dnepr K750 Molotov Militär-Motorrad, wobei ihn fast immer sein Hund Vera (ab 2010 Haduk und zuvor bis 2002 Mücke) im Beiwagen begleitet.
Dass der Dorfpolizist Horst Krause denselben Namen trägt wie sein Darsteller, ist ungewöhnlich. Die Idee geht auf Bernd Böhlich zurück, der Krause auf eine entsprechende Frage antwortete: „Warum soll der Dorfpolizist ‚Schulz‘ heißen, wenn er aussieht wie ‚Krause‘? Bei mir heißt er Krause.“ Als Horst Krause ihn nach dem Vornamen fragte, sagte Böhlich: „Horst“. Dabei blieb es.
Die Rolle des Horst Krause war für den Schauspieler aber nicht die erste Ermittlerrolle in einem Polizeiruf: Als Rolf Schön mit Dienstgrad Leutnant ist er schon im August 1988 erstmals in der Folge Eifersucht zu sehen, wo er zusammen mit den Kollegen Lutz Zimmermann (Lutz Riemann) und Peter Fuchs (Peter Borgelt) einen Mordfall aufklärt.

## Co-Ermittler
- bis 2002: Wanda Rosenbaum, Kriminalhauptkommissarin, dargestellt von Jutta Hoffmann
- 2002 bis 2010: Johanna Herz, Kriminalhauptkommissarin, dargestellt von Imogen Kogge
- 2011 bis 2015: Olga Lenski, Kriminalhauptkommissarin, dargestellt von Maria Simon
- 2012: Tamara Rusch, Kriminalhauptkommissarin, dargestellt von Sophie Rois

## Filme

### Polizeiruf-110-Folgen
| Folge | Titel                   | Sender | Erstausstr.   | Co-Ermittler  | Autor                                              | Regie                    | Besonderheiten * |
| ----- | ----------------------- | ------ | ------------- | ------------- | -------------------------------------------------- | ------------------------ | --- |
| 209   | Mörderkind              | ORB    | 14. März 1999 | Rosenbaum (1) | Stefan Kolditz, Thomas Wilkening, Robert Stadlober | Matti Geschonneck        | Erster Fall für KHK Wanda Rosenbaum                                                                                             |
| 227   | Bei Klingelzeichen Mord | ORB    | 18. Feb. 2001 | Rosenbaum (2) | Stefan Kolditz                                     | Andreas Kleinert         | |
| 233   | Angst                   | ORB    | 16. Dez. 2001 | Rosenbaum (3) | Stefan Kolditz                                     | Manuel Siebenmann        | |
| 241   | Wandas letzter Gang     | ORB    | 30. Juni 2002 | Rosenbaum (4) | Stefan Kolditz                                     | Bernd Böhlich            | Letzter Fall für Rosenbaum |
| 242   | Braut in Schwarz        | ORB    | 21. Juli 2002 | Herz (1)      | Scarlett Kleint                                    | Bodo Fürneisen           | Erster Fall für KHK Johanna Herz                                                                                                |
| 246   | Die Schlacht            | ORB    | 2. Feb. 2003  | Herz (2)      | Scarlett Kleint, Michael Illner                    | Thomas Bohn              | |
| 253   | Das Zeichen             | RBB    | 15. Feb. 2004 | Herz (3)      | Marlis Ewald                                       | Bodo Fürneisen           | |
| 264   | Dettmanns weite Welt    | RBB    | 27. Feb. 2005 | Herz (4)      | Bernd Böhlich                                      | Bernd Böhlich            | |
| 268   | Vergewaltigt            | RBB    | 17. Juli 2005 | Herz (5)      | Stefan Kolditz                                     | Christian von Castelberg | |
| 272   | Kleine Frau             | RBB    | 8. Jan. 2006  | Herz (6)      | Stefan Rogall                                      | Andreas Kleinert         | Adolf-Grimme-Preis an Stefan Rogall, Andreas Kleinert, Thomas Plenert (Kamera), Imogen Kogge und Johanna Gastdorf               |
| 285   | Gefährliches Vertrauen  | RBB    | 3. Juni 2007  | Herz (7)      | Felix Mennen, Jan Hellstern                        | Bodo Fürneisen           | |
| 291   | Geliebter Mörder        | RBB    | 3. Feb. 2008  | Herz (8)      | Daniela Mohr                                       | Christiane Balthasar     | |
| 295   | Verdammte Sehnsucht     | RBB    | 24. Aug. 2008 | Herz (9)      | Stefan Rogall                                      | Bodo Fürneisen           | |
| 304   | Alles Lüge              | RBB    | 30. Aug. 2009 | Herz (10)     | Stefan Rogall                                      | Ed Herzog                | |
| 307   | Falscher Vater          | RBB    | 20. Dez. 2009 | Herz (11)     | Nils Willbrandt, Claudia Kock                      | Nils Willbrandt          | |
| 315   | Fremde im Spiegel       | RBB    | 7. Nov. 2010  | Herz (12)     | Annette Hess                                       | Ed Herzog                | Letzter Fall für Herz |
| 320   | Die verlorene Tochter   | RBB    | 26. Juni 2011 | Lenski (1)    | Annette Hess, Bernd Böhlich                        | Bernd Böhlich            | Erster Fall für KHK Olga Lenski, Jubiläumsfolge 40 Jahre Polizeiruf.                                                            |
| 324   | Zwei Brüder             | RBB    | 13. Nov. 2011 | Lenski (2)    | Stefan Kuhlmann, Nils Willbrandt                   | Nils Willbrandt          | |
| 327   | Die Gurkenkönigin       | RBB    | 15. Apr. 2012 | Rusch (1)     | Wolfgang Stauch                                    | Ed Herzog                | KHK Tamara Rusch vertritt die schwangere Olga Lenski. Nominiert für die Wettbewerbe des Fernsehfilm-Festivals Baden-Baden 2012. |
| 332   | Eine andere Welt        | RBB    | 23. Dez. 2012 | Lenski (3)    | Clemens Murath                                     | Nicolai Rohde            | |
| 335   | Vor aller Augen         | RBB    | 5. Mai 2013   | Lenski (4)    | Bernd Böhlich                                      | Bernd Böhlich            | |
| 340   | Wolfsland               | RBB    | 15. Dez. 2013 | Lenski (5)    | Rainer Butt                                        | Ed Herzog                | |
| 342   | Käfer und Prinzessin    | RBB    | 6. Apr. 2014  | Lenski (6)    | Clemens Murath                                     | Robert Thalheim          | |
| 348   | Hexenjagd               | RBB    | 14. Dez. 2014 | Lenski (7)    | Kristin Derfler                                    | Angelina Maccarone       | |
| 350   | Ikarus                  | RBB    | 10. Mai 2015  | Lenski (8)    | Uwe Wilhelm                                        | Peter Kahane             | |

### Andere Fernsehfilme
| Filmnummer | Titel             | Jahr |
| ---------- | ----------------- | ---- |
| 1.         | Krauses Fest      | 2007 |
| 2.         | Krauses Kur       | 2009 |
| 3.         | Krauses Braut     | 2011 |
| 4.         | Krauses Geheimnis | 2014 |
| 5.         | Krauses Glück     | 2016 |
| 6.         | Krauses Hoffnung  | 2019 |
| 7.         | Krauses Umzug     | 2020 |
| 8.         | Krauses Zukunft   | 2021 |
| 9.         | Krauses Weihnacht | 2022 |